# شعار كوريا الجنوبية
الشعار الوطني لجمهورية كوريا (ب[] خطأ: {{اللغة-؟؟}}: invalid parameter: |هانجا= (مساعدة)) يتكون من رمز تايغوك الموجود حاليا على العلم الوطني للبلاد محاطا بخمس بتلات منمنمة وشريط مكتوب عليه جمهورية كوريا(دايهان منغوك)، الاسم الرسمي للبلاد، في حروف الهانغل. وتايغوك يمثل السلام وتوافق. البتلات الخمسة تدل وترتبط بزهرة كوريا الوطنية، خطمي سوري أو وردة شارون (موغونغوا (무궁화 / 無窮花). واعتمد الشعار في عام 1963.

## المعرض

ختم حكومة جمهورية كوريا المؤقتة (1919–1948)
شعار حكومة جمهورية كوريا المؤقتة (1919–1948)
شعار جمهورية كوريا الشعبية (1945–1946)
شعار حكومة الجيش العسكري الأمريكي في كوريا (1945–1948)
شعار كوريا الجنوبية (1948–1963)
الختم الوطني (1949–1962)
شعار كوريا الجنوبية (1963–1984)
شعار كوريا الجنوبية (1984–1997)
شعار كوريا الجنوبية (1997–2016)
الختم الوطني (1963–1999)
الختم الوطني (1999–2008، 2010–2011)
الختم الوطني (2008–2010)
شعار رئيس كوريا الجنوبية
شعار رئيس الوزراء
شعار الجمعية الوطنية
الختم الوطني (2011–الآن)
شعار الحكومة الوطنية (2017–الآن)

## وصلات خارجية
- الموقع الرسمي لرئيس[وصلة مكسورة]
- الموقع الرسمي للوزير الأول
- كوريا.نت